# Borley
Borley is een civil parish in het bestuurlijke gebied Braintree, in het Engelse graafschap Essex. Het ligt bij de rivier Stour, op ongeveer 3 km ten noordwesten van Sudbury, Suffolk, en 39 km van de stad Chelmsford. De parochie is onderdeel van de Stour Valley South parochiecluster. Het bestaat uit twee gehuchten, Borley rondom de kerk, en Borley Green in het oosten. Een kleinere parochie, Borley Parva, is in de Middeleeuwen samengegaan met Foxearth. De naam Borley is samengesteld van de Saksische woorden "Bap" en "Ley", wat zoiets als Eversweide betekent.

## Bezienswaardigheden
Er zijn verschillende oude gebouwen in Borley, inclusief Borley Hall, een fragment van een eens veel groter huis, en Borley Place, die eens dienstdeed als pastorie.

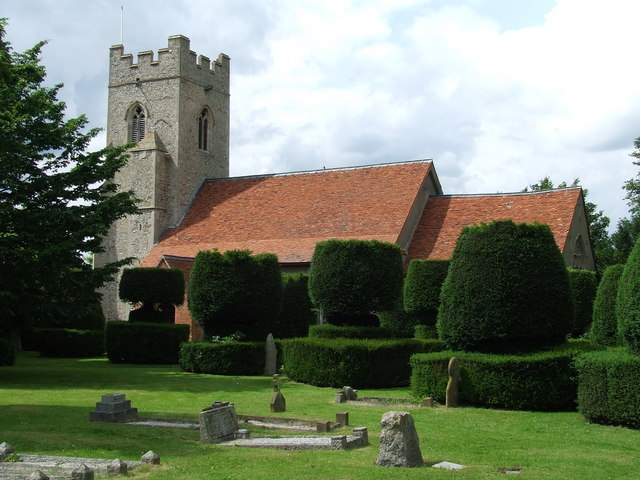
De kerk van Borley

De kerk (aan wie die gewijd is, is onbekend) is een klein stenen gebouw in Romaanse/Vroeg-Engelse stijl van de late twaalfde en vroege dertiende eeuw. Latere renovaties hebben geresulteerd in de hoofdzakelijk loodrechte stijl van halverwege de veertiende tot de zestiende eeuw. De kerk bevat nu kansel, schip, zuidportaal en een westelijke toren met kantelen en klokken. De kansel bevat een koperen gedenkplaat voor John Durham uit Norfolk (gest. 1601). In de kerk bevinden zich verschillende graftombes van de familie Waldegrave, inclusief een 4,2 m hoog monument met een kroonlijst die gedragen wordt door zes Korinthische zuilen, waaronder de levensgrote figuren van Sir Edward Waldegrave (geridderd in 1553 tijdens de kroning van koningin Maria I, en overleden op 1 september 1561 in de Tower of London) en zijn vrouw Lady Frances Waldegrave geboren Neville (gest. 1599). Beide tombes hebben een zijdelingse inscriptie in Latijn en een vermelding van andere verbintenissen van deze familie. De kerk bevat twee gedenkplaten voor twee negentiende-eeuwse dominee's, William Herringham en zijn zoon John Philip Herringham.

## Borley Rectory
Borley is berucht vanwege het inmiddels gesloopte Borley Rectory, het griezeligste huis van Engeland.